# Orthogonius kickeli
Orthogonius kickeli is een keversoort uit de familie van de loopkevers (Carabidae). De wetenschappelijke naam van de soort is voor het eerst geldig gepubliceerd in 1896 door H.kolbe.